# Christopher Gratton
Pour les articles homonymes, voir Gratton.
Christopher Allan Gratton, dit Chris Gratton, (né le 5 juillet 1975 à Brantford dans la province de l'Ontario au Canada) est un joueur professionnel canadien de hockey sur glace.

## Carrière de joueur
Gratton a joué son hockey mineur dans sa ville natale de Brantford, pour les Nodrofsky Steelers de Brantford (Wayne Gretzky a joué aussi son hockey mineur pour cette équipe lorsqu'il était jeune). À 15 ans, il joua une saison avec le Junior de Brantford en midget AAA.
En 1991, il est repêché par les Frontenacs de Kingston dans la Ligue de Hockey de l'Ontario, 3e au total. Dès sa première saison, il fait sensation en inscrivant 66 points, dont 27 buts en 62 match. Il gagne de plus le trophée de la famille Emms remis à la meilleure recrue de l'année de la ligue. Lors de sa deuxième saison, il fait encore plus sensation en marquant 55 buts et 109 points en 58 matchs. Il est alors considéré comme l'un des plus beaux espoirs du repêchage d'entrée de la LNH de 1993.
En 1993, lors du repêchage d'entrée de la Ligue nationale de hockey, il est repêché par le Lightning de Tampa Bay en 1re ronde, en 3e position au total, derrière Alexandre Daigle et Chris Pronger. Mesurant 6'4 et 230 lbs, on disait de lui qu'il était capable de marquer des buts et capable de se battre et d'encaisser de bonnes mises en échec. On le comparait un peu à Brendan Shanahan.
Convaincu d'avoir fait un bon choix, le Lightning fera jouer sa jeune recrue dès sa première année. Il inscrira 42 points, dont 13 buts. Gratton connaitra trois autres saisons assez ordinaires avec le Lightning avant d'être échangé aux Flyers de Philadelphie en 1997.
L'année suivante il joue quelques mois avec les Flyers avant d'être échangé au Lightning en 1998, l'équipe par laquelle il a été repêché.
Il ne reste que deux saisons avec le Lightning avant d'être échangé aux Sabres de Buffalo en 2000 avec lesquels il joue trois autres saisons avec l'équipe. Il est ensuite échangé aux Coyotes de Phoenix en 2003 avant d'être échangé à l'Avalanche du Colorado pour finir la saison.
Durant le lock-out 2004-2005 de la LNH, il signe un contrat d'un an avec les Panthers de la Floride. En mars 2006, il signe une prolongation de contrat d'un an.
Engagé par le Lightning de Tampa Bay  pour un an, il revient une troisième fois avec l'équipe. Il ne joue que 60 rencontres à cause d'une blessure à la hanche. Le Lightning le remet sous contrat pour un an durant l'été 2008. Il termine cependant la saison avec les Blue Jackets de Columbus qui le réclament via le ballotage.

## Statistiques
| Saison     | Équipe                   | Ligue      |       | Saison régulière | Saison régulière | Saison régulière | Saison régulière | Saison régulière |    | Séries éliminatoires | Séries éliminatoires | Séries éliminatoires | Séries éliminatoires | Séries éliminatoires |
| Saison     | Équipe                   | Ligue      | PJ    | B                | A                | Pts              | Pun              | PJ               | B  | A                    | Pts                  | Pun                  |                      |                      |
| 1991-1992  | Frontenacs de Kingston   | LHO        | 62    | 27               | 39               | 66               | 35               | -                | -  | -                    | -                    | -                    |                      |                      |
| 1992-1993  | Frontenacs de Kingston   | LHO        | 58    | 55               | 54               | 109              | 125              | 16               | 11 | 18                   | 29                   | 42                   |                      |                      |
| 1993-1994  | Lightning de Tampa Bay   | LNH        | 84    | 13               | 29               | 42               | 123              | -                | -  | -                    | -                    | -                    |                      |                      |
| 1994-1995  | Lightning de Tampa Bay   | LNH        | 46    | 7                | 20               | 27               | 89               | -                | -  | -                    | -                    | -                    |                      |                      |
| 1995-1996  | Lightning de Tampa Bay   | LNH        | 82    | 17               | 21               | 38               | 105              | 6                | 0  | 2                    | 2                    | 27                   |                      |                      |
| 1996-1997  | Lightning de Tampa Bay   | LNH        | 82    | 30               | 32               | 62               | 201              | -                | -  | -                    | -                    | -                    |                      |                      |
| 1997-1998  | Flyers de Philadelphie   | LNH        | 82    | 22               | 40               | 62               | 159              | 5                | 2  | 0                    | 2                    | 10                   |                      |                      |
| 1998-1999  | Flyers de Philadelphie   | LNH        | 26    | 1                | 7                | 8                | 41               | -                | -  | -                    | -                    | -                    |                      |                      |
| 1998-1999  | Lightning de Tampa Bay   | LNH        | 52    | 7                | 19               | 26               | 102              | -                | -  | -                    | -                    | -                    |                      |                      |
| 1999-2000  | Lightning de Tampa Bay   | LNH        | 58    | 14               | 27               | 41               | 121              | -                | -  | -                    | -                    | -                    |                      |                      |
| 1999-2000  | Sabres de Buffalo        | LNH        | 14    | 1                | 7                | 8                | 15               | 5                | 0  | 1                    | 1                    | 4                    |                      |                      |
| 2000-2001  | Sabres de Buffalo        | LNH        | 82    | 19               | 21               | 40               | 102              | 13               | 6  | 4                    | 10                   | 14                   |                      |                      |
| 2001-2002  | Sabres de Buffalo        | LNH        | 82    | 15               | 24               | 39               | 75               | -                | -  | -                    | -                    | -                    |                      |                      |
| 2002-2003  | Sabres de Buffalo        | LNH        | 66    | 15               | 29               | 44               | 86               | -                | -  | -                    | -                    | -                    |                      |                      |
| 2002-2003  | Coyotes de Phoenix       | LNH        | 14    | 0                | 1                | 1                | 21               | -                | -  | -                    | -                    | -                    |                      |                      |
| 2003-2004  | Coyotes de Phoenix       | LNH        | 68    | 11               | 18               | 29               | 93               | -                | -  | -                    | -                    | -                    |                      |                      |
| 2003-2004  | Avalanche du Colorado    | LNH        | 13    | 2                | 1                | 3                | 18               | 11               | 0  | 0                    | 0                    | 27                   |                      |                      |
| 2005-2006  | Panthers de la Floride   | LNH        | 76    | 17               | 22               | 39               | 104              | -                | -  | -                    | -                    | -                    |                      |                      |
| 2006-2007  | Panthers de la Floride   | LNH        | 81    | 13               | 22               | 35               | 94               | -                | -  | -                    | -                    | -                    |                      |                      |
| 2007-2008  | Lightning de Tampa Bay   | LNH        | 60    | 10               | 11               | 21               | 77               | -                | -  | -                    | -                    | -                    |                      |                      |
| 2008-2009  | Lightning de Tampa Bay   | LNH        | 18    | 0                | 2                | 2                | 10               | -                | -  | -                    | -                    | -                    |                      |                      |
| 2008-2009  | Admirals de Norfolk      | LAH        | 24    | 3                | 12               | 15               | 8                | -                | -  | -                    | -                    | -                    |                      |                      |
| 2008-2009  | Blue Jackets de Columbus | LNH        | 6     | 0                | 1                | 1                | 2                | -                | -  | -                    | -                    | -                    |                      |                      |
| Totaux LNH | Totaux LNH               | Totaux LNH | 1 092 | 214              | 354              | 568              | 1 638            | 40               | 8  | 7                    | 15                   | 82                   |                      |                      |